# (23685) Toaldo
(23685) Toaldo est un astéroïde de la ceinture principale.

## Description
(23685) Toaldo est un astéroïde de la ceinture principale. Il fut découvert le 1er mai 1997 à Bologne par l'observatoire San Vittore. Il présente une orbite caractérisée par un demi-grand axe de 2,61 UA, une excentricité de 0,17 et une inclinaison de 11,5° par rapport à l'écliptique.

## Compléments